# Atletica leggera ai Giochi della XXVI Olimpiade - 5000 metri piani maschili

Video della Finale

Video della Finale (telecronaca Rai)

I 5000 metri piani hanno fatto parte del programma di atletica leggera maschile ai Giochi della XXVI Olimpiade. La competizione si è svolta nei giorni 31 luglio-3 agosto 1996 allo Stadio Olimpico del Centenario di Atlanta.

## Presenze ed assenze dei campioni in carica
| Competizione         | Atleta             | Prestazione | Atlanta 1996 |
| -------------------- | ------------------ | ----------- | ------------ |
| Olimpiadi 1992       | Dieter Baumann     | 13'12”52    | Presente     |
| Commonwealth 1994    | Rob Denmark        | 13'23”00    | Assente      |
| Goodwill Games 1994  | Moses Kiptanui     | 13'24”41    | Non qual.    |
| Europei 1994         | Dieter Baumann     | 13'36”93    | Presente     |
| Coppa del mondo 1994 | Brahim Lahlafi     | 13'27”96    | Non selez.   |
| Asiatici 1994        | Toshinari Takaoka  | 13'38”37    | Assente      |
| Africani 1995        | Josphat Machuka    | 13'31”11    | Non qual.    |
| Mondiali 1995        | Ismael Kirui       | 13'16”77    | Non qual.    |
|                      |                    |             |              |
| Mondiali junior 1992 | Haile Gebrselassie | 13'36”06    | Presente     |

## La gara
I kenioti vincono sia la prima semifinale, con Kororia (secondo Bitok), sia la seconda, con Nyariki. Si qualifica anche il nostro Gennaro Di Napoli.

Oltre ai kenioti, i favori del pronostico sono puntati sui due marocchini, sull'americano Kennedy, sul campione uscente Baumann e il burundiano Niyongabo (che vive e si allena in Italia).

La finale si corre su ritmi lenti. I kenioti si pongono in testa al gruppo e conducono fino all'ultimo giro. Però al suono della campanella vengono sorpresi dallo scatto improvviso del burundiano Niyongabo, che copre l'ultimo giro in 54"93 e va a vincere.

Paul Bitok coglie l'argento, come quattro anni prima a Barcellona. Khalid Boulami prevale su Dieter Baumann, che pertanto non riesce ad eguagliare il record di Paavo Nurmi, l'unico ad essere salito sul podio tre volte nei 5000 olimpici. Di Napoli, che è sempre rimasto nel gruppo, conclude al 12º posto.
Per il Burundi è la prima medaglia olimpica in tutti gli sport.

## Risultati

### Turni eliminatori
| 3 Batterie   | 31 luglio | 41 partenti    | Si qualificano i primi 8 + i 6 migliori tempi. |
| 2 Semifinali | 1º agosto | 15 + 15        | Si qualificano i primi 6 + i 3 migliori tempi. |
| Finale       | 3 agosto  | 15 concorrenti |                                                |

### Finale
| Primatista mondiale   | 12'44"39 | Haile Gebrselassie | Solo 10000 |
| Primatista stagionale | 12'50"80 | Salah Hissou       | Presente   |

1. ↑  Stabilito nel 1995.
2. ↑  Stabilito il 5 giugno.

| Pos | Paese       | Atleta            | Tempo    |
| --- | ----------- | ----------------- | -------- |
|     | Burundi     | Vénuste Niyongabo | 13'07"96 |
|     | Kenya       | Paul Bitok        | 13'08"16 |
|     | Marocco     | Khalid Boulami    | 13'08"37 |
| 4   | Germania    | Dieter Baumann    | 13'08"81 |
| 5   | Kenya       | Thomas Nyariki    | 13'12"29 |
| 6   | Stati Uniti | Bob Kennedy       | 13'12"35 |
| 7   | Spagna      | Enrique Molina    | 13'12"91 |
| 8   | Marocco     | Brahim Lahlafi    | 13'13"26 |